# Fort M-Cze Twierdzy Warszawa

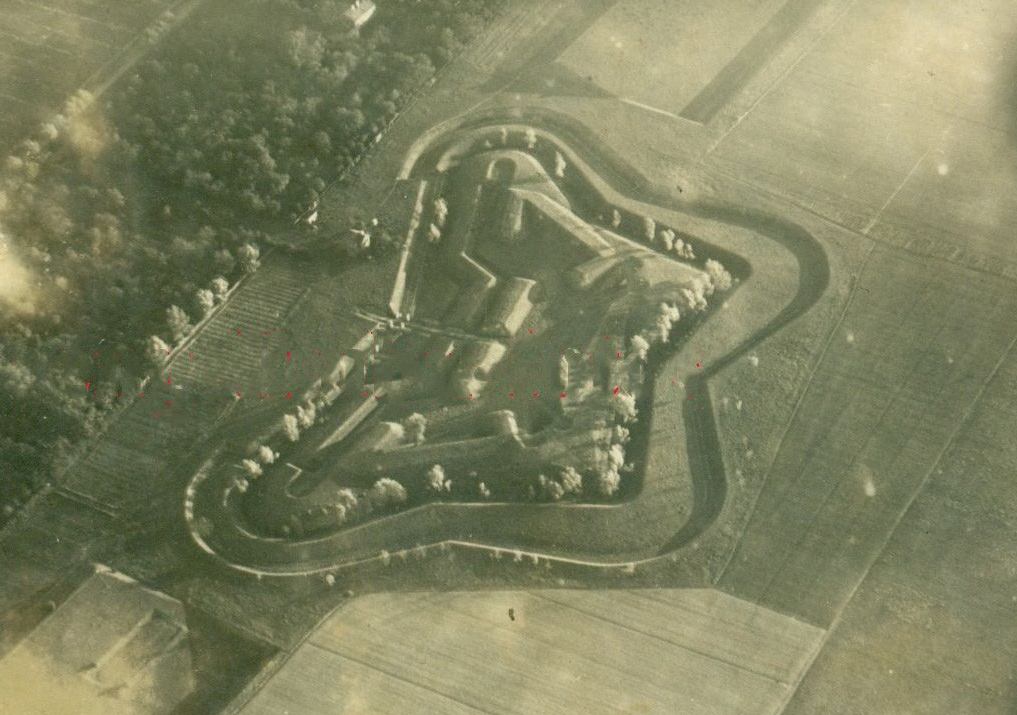
Fort M-Cze w 1915 roku

Fort M-Cze (Форт М-Ч) – punkt oporu pierścienia wewnętrznego Twierdzy Warszawa, wzniesiony w latach 90. XIX wieku, obecnie nieistniejący.

## Opis
Punkt oporu M-Cze był jednym z sześciu standardowych punktów oporu, wzniesionych w twierdzy w ramach jej pierwszej modernizacji w latach 1889–1892. Po 1909 roku w ramach likwidacji twierdzy fort został rozbrojony. W latach 20. XX w. podczas rozbudowy Mokotowa drogę wokół fortu zwaną „Na bateryjce” (chodziło o baterię dział) przemianowano na Czeczota, a fort zabudowano. Fragment wału, którego był częścią, wyrównano i urządzono park Dreszera.